# Clerodendrum glandulosum
Clerodendrum glandulosum là một loài thực vật có hoa trong họ Hoa môi. Loài này được Lindl. mô tả khoa học đầu tiên năm 1844.